# Eudromia formosa
Eudromia formosa là một loài chim trong họ Tinamidae.